# Paul Häberlin
Paul Häberlin, född 17 februari 1878, död 29 september 1960, var en schweizisk filosof och pedagog.
Häberlin var professor i Basel och medutgivare av Kant-Studien. Som psykolog har Häberlin i synnerhet ägnat sig åt karaktärens problem och instruktivt analyserat barnens oarter som i Kinderfehler (1921), konflikten mellan generationerna i Eltern und Kinder (1922, svensk översättning Föräldrar och barn 1928). Häberlins pedagogiska huvudarbete är Wege und Irrwege der Erziehung (2:a upplagan 1920). Därutöver har han behandlat filosofiska, etiska och estetiska principfrågor i Wissenschaft und Philosophie (2 band, 1910-12), Der Gegenstand der Psychologie (1921), Das Gute (1926) och Allegemenie Aestetik (1929).